# Бабуся (Зона сутінків)
Бабуся (англ. Gramma) — перший сегмент 18-го епізоду 1-го сезону телевізійного серіалу «Зона сутінків».

## Сюжет
Одинадцятирічний хлопчик Джордж залишається вдома доглядати за своєю старою хворою бабусею після того, як його мати їде до лікарні, в якій лежить його старший брат. Спочатку Джордж абсолютно впевнений, що зможе впоратися зі своєю задачею без проблем, та не відчуває жодних хвилювань. Однак як тільки бабуся просить Джорджа принести їй чаю, його починає охоплювати панічний містичний страх: хлопець довго не наважується зайти до бабусиної кімнати та принести їй те, що вона просить. Врешті-решт Джордж, хоч і дуже невпевнено, але заходить до кімнати, частково переборовши себе. Однак різкий та гучний «потойбічний» голос бабусі остаточно лякає хлопця, після чого він, випустивши з рук чашку з приготовленим для неї чаєм, чимдуж тікає від неї на кухню. Там хлопець переховується деякий час, щоб заспокоїти себе, він подумки веде сам з собою діалог. Трохи заспокоївшись та знову набравшись сміливості, Джордж робить ще одну спробу зайти до бабусиної кімнати. Зайшовши туди, хлопець починає витирати розлитий на підлозі чай. Прибравши за собою, він випадково виявляє під підлогою таємне сховище. Після того, як Джордж відкриває його, звідти потужним потоком вивільняється яскраве світло, яке кожен раз змінює свій колір. У цьому сховищі хлопець знаходить старовинні книги, які належать його помираючій бабусі, та починає читати їх, однак в силу свого віку не дуже розуміє зміст, через що робить висновок, що ці книги просто написані якоюсь незрозумілою йому мовою. В цей момент з кімнати лунають незнайомі слова, після чого настає цілковита тиша. Це насторожує хлопця, і тепер хвилювання за життя бабусі переборює в ньому страх перед нею. Джордж ще раз тихо заходить до її кімнати, щоб остаточно зрозуміти, жива вона чи вже мертва. Після виявлення в неї ознак смерті хлопець біжить до телефону, щоб викликати лікаря, однак телефон зайнятий через те, що по ньому говорить сусідка з іншого дому. Потім Джордж знову заходить до кімнати бабусі, сподіваючись, що вона все-таки жива. Він простягає до неї руку, в цей момент бабуся хапає його своєю рукою та тягне до ліжка, в якому лежить, сповнена бажанням обійняти свого онука. Джордж бачить перед собою спотворене обличчя та руки бабусі, і це ще більше лякає його. Однак в цей час вона помирає, і наляканий хлопець вивільняється з її обіймів та тікає на кухню. Наприкінці епізоду з лікарні повертається мати Джорджа та починає заспокоювати свого сина, запевняючи, що бабуся була вже дуже старою та хворою і що провини хлопця в її смерті немає. В цей час Джордж починає перетворюватися на монстра.

## Цікаві факти
- Епізод не має ні початкової, ні заключної оповіді.
- Епізод базується на однойменному оповіданні Стівена Кінга. Вперше це оповідання було опубліковане навесні 1984 у журналі «Weirdbook #19», згодом воно увійшло у збірник творів Стівена Кінга «Skeleton Crew», виданому в 1985.

## Ролі виконують
- Баррет Олівер — Джордж
- Дарлейн Флюгель — мати Джорджа
- Фредерік Лонг — бабуся
- Пайпер Лорі — бабуся (голос)

## Прем'єра
Прем'єрний показ епізоду відбувся у Великій Британії та США 14 лютого 1986.